# Търстин
Търстин (на словашки: Trstín) е село в окръг Търнава, Търнавски край, западна Словакия. Населението му е 1369 души.
Разположено е на 236 m надморска височина, на 20 km северно от град Търнава. Площта му е 26,19  km². Кмет на селото е Петер Главек.